# Wałerij Choroszkowski
Wałerij Iwanowycz Choroszkowski, ukr. Валерій Іванович Хорошковський (ur. 1 stycznia 1969 w Kijowie) – ukraiński ekonomista i polityk, generał armii Ukrainy, od 2010 do 2012 szef Służby Bezpieczeństwa Ukrainy, następnie minister finansów oraz pierwszy wicepremier Ukrainy.

## Życiorys
Ukończył studia na Wydziale Prawa Kijowskiego Uniwersytetu Państwowego im. Tarasa Szewczenki. Uzyskał stopień doktora nauk ekonomicznych, a następnie profesurę. W latach 1994–1997 zatrudniony m.in. na stanowisku dyrektora przedsiębiorstwa wytwórczo-handlowego Weneda i prezesa firmy Bowi. Od 1997 do 1998 był asystentem premiera Ukrainy.
W latach 1998–2002 sprawował mandat deputowanego Rady Najwyższej Ukrainy wybranego w Autonomicznej Republice Krymu, był wiceprzewodniczącym komisji budżetowej. W wyborach w 2002 stał na czele listy wyborczej technicznego komitetu „Komanda ozymoho pokolinnia”. Od czerwca do grudnia tegoż roku pełnił obowiązki zastępcy szefa Administracji Prezydenta Ukrainy, a także kierownika głównego urzędu ds. polityki wewnętrznej. W pierwszym rządzie Wiktora Janukowycza był ministrem ds. integracji europejskiej. Wykładał prawo finansowe w Narodowej Akademii Państwowej Służby Podatkowej Ukrainy, był także prezesem rosyjskiego holdingu Jewraz.
W latach 2006–2007 sprawował funkcję pierwszego zastępcy sekretarza Rady Bezpieczeństwa Narodowego i Obrony Ukrainy, a od 2007 do 2009 był prezesem Państwowej Służby Celnej Ukrainy. Od marca 2009 do marca 2010 pełnił funkcję zastępcy szefa Służby Bezpieczeństwa Ukrainy. W marcu 2010 został mianowany na szefa tej instytucji, w 2011 otrzymał nominację na stopień generała armii Ukrainy. W styczniu 2012 wszedł w skład rządu Mykoły Azarowa jako minister finansów, a po miesiącu przeszedł na stanowisko pierwszego wicepremiera. Funkcję tę pełnił do grudnia 2012.